# Louis Kuhne
Louis Kuhne (Lipsia, 1835 – 1901) è stato un medico tedesco.
È colui che oltre a Kneipp influenza i grandi naturopati americani (Lust e Lidhlahr), porta per primo in città, invece che in campagna, un centro naturale e sviluppa la "scienza dell'espressione facciale" cioè un sistema di diagnosi fisiognomica (il disturbo si manifesta tramite la comparsa di modificazioni del corpo, specie del collo e del volto). Kuhne usa saune, bagni di sole, frizioni dell'addome e dei genitali per eliminare le scorie, dieta vegetariana a basso consumo di sodio; egli afferma che "il cibo che modifichiamo artificialmente con la cottura, il sale, lo zucchero è quello che si digerisce con maggiore difficoltà". Porta avanti la "teoria" della fermentazione per eccesso di tossicosi negli sbocchi naturali (intestino, vescica urinaria, pelle, polmoni). Non è apprezzato all'epoca ma ispira comunque i naturopati venuti dopo di lui.